# 丰台区
丰台区是中国北京市下辖的一个市辖区，其辖区位于北京市区南部、西南部，面积305.8平方公里。丰台区传统上被列为“城六区”之一，并与其中的朝阳区、石景山区、海淀区并称为“近郊区”，与城市核心区的东城区、西城区相对。《北京城市总体规划（2016年—2035年）》中，北京中心城区规划范围为“城六区”全境，因此丰台区全区均纳入中心城区规划范围。
丰台区东面与朝阳区接壤，北面与东城区、西城区、海淀区、石景山区接壤，西北面与门头沟区，西南面与房山区，东南面与大兴区接壤。
和区位接近的朝阳、海淀、石景山相比，丰台区发展水平相对较低。丰台区曾长期担负北京市区的蔬菜种植供应，并因此建设有新发地批发市场作为全市主要生鲜食品集散地。丰台区内设有大量铁路设施，是北京西站、北京南站、北京丰台站等主要长途铁路客运站的所在地；同时北京主要公路客运枢纽之一的六里桥长途客运站也位于丰台区。此外，丰台区还曾开设大量区域性批发市场。2010年以来，随着丽泽金融商务区、中关村丰台园等的建设和发展，以及非首都功能疏解的进行，丰台区正在逐步将产业高端化，以提升发展水平和城市面貌。

## 历史沿革
丰台这一名称据说最早来源于金中都城之丰宜门，外设“拜郊臺”，取丰台二字而得名。清朝时有丰台镇，駐有守衛京師的三大（馬陵峪、丰台、密雲）御林軍部隊之一。1937年，位於本鎮的蘆溝橋，發生了七七事變。
1949年北平和平解放后，北平市人民政府依照北平市军事管制委员会第1号布告，临时划定全市为32个区，其中十六区驻白云观，二十五区驻丰台，二十六区驻长辛店。1949年6月，华北人民政府批准北平市将原十六区新市区以南和原二十五区的高家堡、谷泉庄以北合并为新的第十五区，驻丰台镇，将原二十六区的岗洼、温庄以北改为新的十八区，驻长辛店。1949年12月，北京市人民政府决定将十八区的里外十三村划归二十区管辖。1950年6月，北京市人民政府决定将十八区并入十五区，并于8月将十五区改为十二区。1952年6月20日北京市人民政府临时会议及7月18日北京市委临时会议决定，将十二区改为丰台区。
1956年3月，北京市人委决定将原京西矿区的大灰厂和卧龙岗乡的栗园、大沟两个村划归丰台区张郭庄乡，原南苑区镇国寺乡的角堡、小草桥、镇国寺3个村划归丰台区草桥乡，丰台区南蜂窝乡西便门火车站大道以东地区划归宣武区。1958年3月，北京市人委决定将丰台区黄土岗乡的角堡村划归南苑区右安门街道办事处。1958年5月，国务院批准撤销石景山区，原石景山区的古城、八宝山2个乡和北辛安、金顶街、广宁坟、苹果园4个街道办事处以及新古城居民区划归丰台区；撤销南苑区，原南苑区的南苑、大红门、东铁匠营、右安门4个街道办事处和槐房乡划归丰台区；撤销良乡县，原良乡县的魏各庄、岗洼、稻田3个乡和羊圈头村划归丰台区。1959年3月，门头沟区的五里坨乡被划归丰台区并入石景山公社。1960年10月，丰台区马连道街道办事处被划归宣武区。1963年6月，北京市人委批准设立石景山办事处（区级），1967年8月改为石景山区。1996年6月，大兴县和义小区东西两部被划归丰台区。2002年9月，丰台区菜户营桥东北角被划归宣武区。
2020年12月31日，根据北京市民政局《关于同意丰台区部分行政区划变更的批复》（京民划函〔2020〕189号），丰台区由16个街道、2个镇、3个乡调整为24个街道、2个镇。

## 行政区划

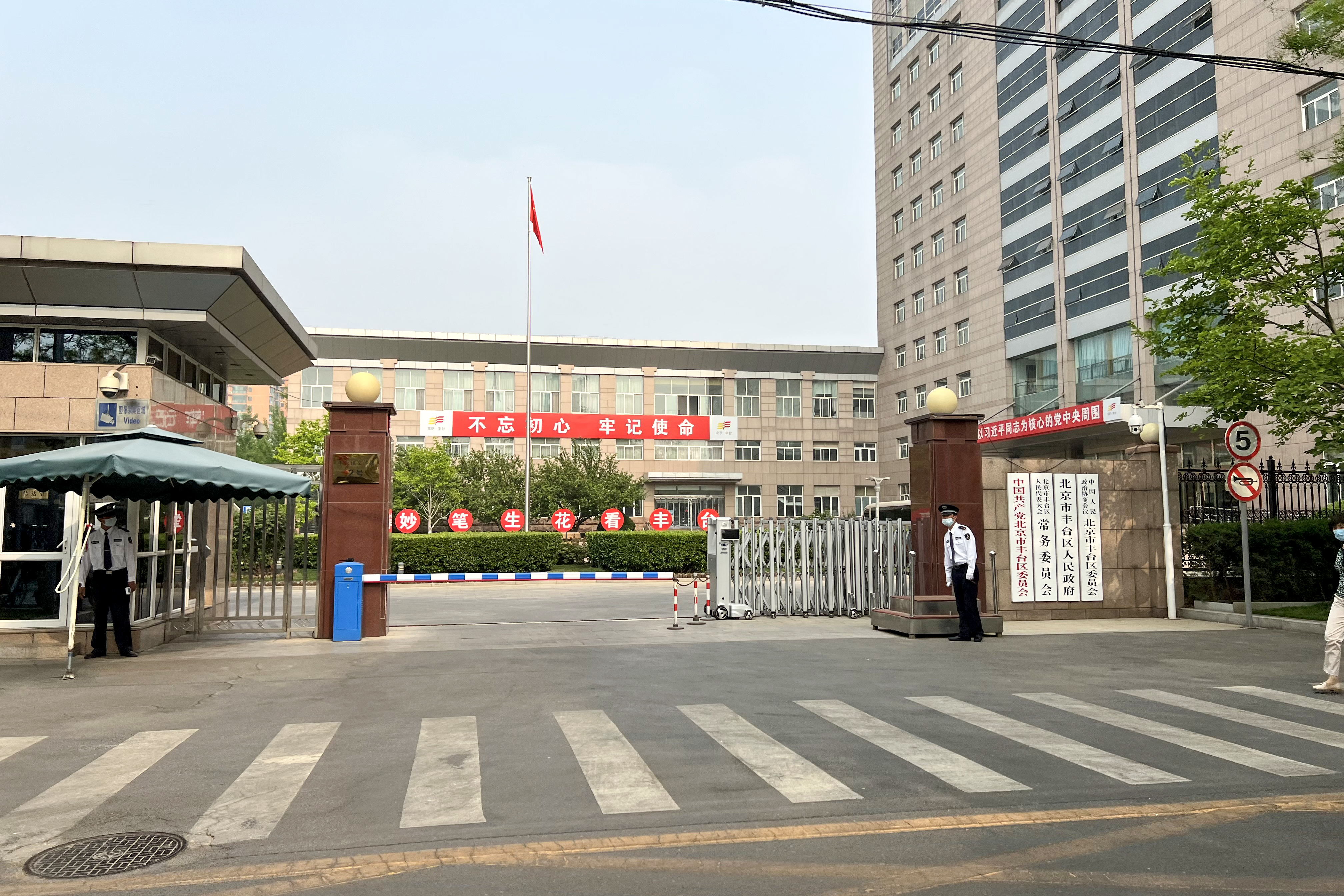
丰台区政府

丰台区政府位于丰台街道，现辖24个街道、2个镇：
- 街道办事处：右安门街道、太平桥街道、西罗园街道、大红门街道、南苑街道、东高地街道、东铁匠营街道、六里桥街道、丰台街道、新村街道、长辛店街道、云岗街道、方庄街道、宛平街道、马家堡街道、和义街道、卢沟桥街道、花乡街道、成寿寺街道、石榴庄街道、玉泉营街道、看丹街道、五里店街道、青塔街道。
- 镇：北宫镇、王佐镇

由于历史遗留问题，在2020年末丰台区行政区划调整前，丰台区的行政区划非常复杂：
- 方庄地区、宛平城地区虽然名为地区办事处，但都不同于一般的介于乡镇与街道办事处的地区办事处，而更类似于街道办事处，在民政部所编的《中华人民共和国乡镇行政区划简册》中也都和街道办事处并列。
  - 方庄地区是北京第一个整体规划的住宅区域，成立于1984年，远早于其他一般地区办事处的建立。
  - 宛平城地区，与北京市卢沟桥文化旅游区办事处合署办公，最初为旅游管理区性质，成立于1991年。
- 卢沟桥地区、花乡地区、南苑地区均为2010年在卢沟桥乡、花乡（花乡乡）、南苑乡加挂地区办事处牌子、实行“一个机构两块牌子”演变而来，所辖范围均与一个或多个其他街道重叠。一般而言，其他街道管辖辖区内的社区，而这三个地区管辖辖区内的农村，实际管辖范围呈插花式分布，这种城乡二元的行政区划形式在海淀区等地也曾有过，但丰台区一直留存至2020年。一般的地图册不会标注这三个地区的辖区范围、只标注其地区办事处（乡政府）驻地。
  - 卢沟桥地区所辖范围大致与卢沟橋街道、太平桥街道、丰台街道、宛平城地区（不含2002年并入的原老庄子乡）重叠。
  - 花乡地区所辖范围与新村街道重叠。
  - 南苑地区所辖范围大致与右安门街道、西罗园街道、大红门街道、南苑街道、东高地街道、东铁匠营街道、方庄地区、马家堡街道、和义街道重叠。
- 长辛店镇与以上三个地区类似，所辖范围和长辛店街道、云岗街道（北部）重叠。

解决乡（地区办事处）、镇与街道并存情况
- 撤销南苑地区（乡），辖区划入南苑街道，变更南苑街道辖区范围
- 撤销花乡地区（乡），设立花乡街道。新设玉泉营街道、看丹街道，划清新村街道与花乡街道辖区范围
- 撤销卢沟桥地区（乡），设立新的卢沟桥街道，原卢沟桥街道更名为六里桥街道。新设五里店街道、青塔街道，划清卢沟桥街道与六里桥街道辖区范围
- 长辛店镇更名为北宫镇，划清北宫镇与长辛店街道辖区范围

撤销地区办事处，设立街道办事处
- 撤销方庄地区，设立方庄街道
- 撤销宛平城地区，设立宛平街道，划入原卢沟桥地区（乡）卢沟桥村

其他新设街道
- 由东铁匠营街道、大红门街道析设成寿寺街道、石榴庄街道[3]

其他辖区调整
- 将大红门街道马家堡东路以西区域划入西罗园街道
- 将马家堡街道南四环中路以南区域划入南苑街道
- 将丰台街道西四环南路以西、京广铁路以北区域划入五里店街道，西四环南路以西、京广铁路以南区域划入看丹街道[4]
- 将云岗街道大灰厂地区划归北宫镇，云岗街道的航天二院三零四所划归王佐镇，将原长辛店镇、长辛店街道的张家坟村和4个社区划归云岗街道[5]
- 相应调整东铁匠营街道、大红门街道、马家堡街道、丰台街道、云岗街道、王佐镇辖区范围

| 街道办事处 地区办事处 行政建制镇 | 社区、村 |
| -------------------------------- | --- |
| 右安门街道                       | 翠林一里社区、翠林二里社区、翠林三里社区、玉林里社区、玉林西里社区、西铁营社区、东滨河路社区、东庄社区、玉林东里一区社区、玉林东里二区社区、玉林东里三区社区、永乐社区、开阳里第一社区、开阳里第二社区、开阳里第三社区、开阳里第四社区 |
| 太平桥街道                       | 莲花池社区、太平桥西里社区、太平桥中里社区、太平桥东里社区、太平桥南里社区、东管头社区、三路居社区、天伦北里社区、菜户营社区、万泉寺社区、精图社区、万润社区、首威社区、丽湾社区、蓝调社区、万泉寺东社区 |
| 西罗园街道                       | 西罗园第一社区、西罗园第二社区、西罗园第三社区、西罗园第四社区、洋桥北里社区、洋桥西里社区、海户西里北社区、角门东里一社区、花椒树社区、马家堡东里社区、鑫福里社区、洋桥村社区、洋桥东里社区、海户西里南社区、角门东里二社区、四路通社区 |
| 大红门街道                       | 西罗园南里社区、西罗园南里果园社区、西罗园南里华远社区、海户屯社区、木樨园南里社区、东罗园社区、南顶村社区、南顶路社区、康泽园社区、时村社区、石榴园北里第一社区、石榴园北里第二社区、石榴庄东街社区、大红门东街社区、苗圃东里社区、苗圃西里社区、西马场南里社区、西马场北里社区、西马小区社区、建欣苑社区、石榴园南里第一社区、石榴园南里第二社区、彩虹城社区、怡然家园社区、顶秀欣园社区、远洋自然社区、光彩路社区、世华水岸社区                                                               |
| 南苑街道                         | 三营门社区、东新华社区、西新华社区、西长街社区、红房子社区、西宏苑社区、诚苑社区、槐房社区、机场社区 |
| 东高地街道                       | 东高地社区、三角地第一社区、三角地第二社区、西洼地社区、六营门社区、万源东里社区、万源西里社区、梅源社区、东营房社区、万源南里社区 |
| 东铁匠营街道                     | 蒲黄榆第一社区、蒲黄榆第二社区、蒲黄榆第三社区、蒲安里第一社区、蒲安里第二社区、刘家窑第一社区、刘家窑第二社区、刘家窑第三社区、木樨园第一社区、木樨园第二社区、同仁园社区、横七条路第一社区、横七条路第二社区、横七条路第三社区、宋庄路第一社区、宋庄路第二社区、成仪路社区、成寿寺社区、南方庄社区、分中寺社区、政馨家园社区、四方景园社区、红狮家园社区、宋家庄社区、鑫兆雅园社区 |
| 卢沟橋街道                       | 丰台路口社区、望园社区、六里桥南里社区、六里桥北里社区、八一厂社区、六里桥社区、莲怡园社区、莲香园社区、岳各庄社区、金家村第一社区、金家村第二社区、青塔东里社区、青塔西里社区、蔚园社区、秀园社区、芳园社区、春园社区、小瓦窑西里社区、蒋家坟社区、小屯社区、大瓦窑社区、五里店第一社区、五里店第二社区、丰西路社区、油泵厂社区、大井社区、长安新城第一社区、京铁家园社区、民岳家园社区、丰体时代花园社区、珠江紫台社区、假日万恒社区、保利益丰社区                                             |
| 丰台街道                         | 新兴家园社区、东安街头条十九号院社区、六十三号院社区、北大地十六号院社区、北大地西区社区、东安街头条社区、东安街社区、北大街北里社区、东大街西里社区、北大街社区、东幸福街社区、永善社区、正阳北里社区、东大街东里社区、东大街社区、前泥洼社区、南开西里社区、向阳社区、建国街社区、新华街北社区、新华街南社区、程庄路16号院社区、丰益花园社区、丰管路社区 |
| 新村街道                         | 万柳园社区、万柳西园社区、育芳园社区、草桥社区、银地社区、育仁里社区、明春苑社区、桥梁厂第一社区、桥梁厂第二社区、造甲南里社区、造甲村社区、韩庄子第一社区、韩庄子第二社区、科学城第二社区、怡海花园社区、科学城第一社区、富丰园社区、看丹社区、富锦嘉园社区、丰西社区、电力机社区、草桥欣园第一社区、草桥欣园第二社区、天伦锦城社区、三环新城第一社区、万年花城第一社区、三环新城第二社区、三环新城第三社区、万年花城第二社区、芳菲路社区、首经贸中街社区、优筑社区、风格与林社区、鸿业兴园社区 |
| 长辛店街道                       | 南墙缝社区、合成公社区、东山坡社区、北关社区、西峰寺社区、朱家坟南区社区、朱家坟西山坡社区、朱家坟北区社区、张家坟社区、赵辛店社区、北岗洼社区、崔村二里社区、装甲兵工程学院社区、建设里社区、东南街社区、陈庄社区、光明里社区、杜家坎社区、玉皇庄社区、二七车辆厂社区、张郭庄社区、槐树岭社区、芦井社区、装技所社区 |
| 云岗街道                         | 南区第一社区、南区第二社区、云西路社区、田城社区、北区社区、北里社区、翠园社区、镇岗南里社区、大灰厂社区 |
| 马家堡街道                       | 嘉园一里社区、嘉园二里社区、嘉园三里社区、西里第一社区、西里第二社区、西里第三社区、双晨社区、角门东里西社区、晨宇社区、欣汇社区、富卓苑社区、玉安园社区、城南嘉园社区、枫竹苑社区、星河苑社区 |
| 和义街道                         | 和义东里第一社区、和义东里第二社区、和义东里第三社区、南苑北里第一社区、南苑北里第二社区、和义西里第一社区、和义西里第二社区、和义西里第三社区、久敬庄社区 |
| 方庄地区                         | 芳古园一区第一社区、芳古园一区第二社区、芳古园二区社区、芳城园一区社区、芳城园二区社区、芳城园三区社区、芳群园一区社区、芳群园二区社区、芳群园三区社区、芳群园四区社区、芳星园一区社区、芳星园二区社区、芳星园三区社区、芳城东里社区、紫芳园社区 |
| 宛平城地区                       | 宛平城城北社区、宛平城宛平社区、宛平城城南社区、宛平城晓月苑社区、宛平城老庄子社区、老庄子村、永合庄村、北天堂村 |
| 卢沟桥地区                       | 太平桥村、马连道村、菜户营村、三路居村、万泉寺村、东管头村、小井村、六里桥村、西局村、周庄子村、岳各庄村、靛厂村、郑常庄村、大井村、小屯村、小瓦窑村、张仪村、郭庄子村、卢沟桥村、大瓦窑村 |
| 花乡地区                         | 草桥村、黄土岗村、新发地村、白盆窑村、郭公庄村、高立庄村、六圈村、看丹村、榆树庄村、羊坊村、葆台村、樊家村、纪家庙村、造甲村、四合庄村 |
| 南苑地区                         | 西铁营村、右安门村、东罗园村、果园村、时村、石榴庄村、大红门村、东铁营村、新宫村、分中寺村、南苑村、槐房村 |
| 长辛店镇                         | 张郭庄村、东河沿村、辛庄村、大灰厂村、李家峪村、太子峪村、张家坟村、赵辛店村、长辛店村 |
| 王佐镇                           | 西庄店村、沙锅村、怪村、魏各庄村、西王佐村、南宫村、庄户村、佃起村 |

## 地理概况
丰台区东西长35公里，南北宽14公里，总面积306平方公里，其中平原面积约224平方公里。永定河由北至南贯穿丰台区，河东部邻近北京市区部分及永定河两岸大为平原地带，西部则多丘陵。全区最高点也是最西端的马鞍山，海拔654米，最低点为东南部的分钟寺，海拔35米。

## 人口
根據全國第七次人口普查結果顯示：豐台區常住人口為2019764 人。

## 教育

### 高等教育
- 首都医科大学
- 首都经济贸易大学
- 中国戏曲学院

### 中等教育
- 北京市第十二中学：北京市重点中学，北京市示范性高级中学。
- 北京市丰台区第二中学：北京市重点中学，北京市示范性高级中学。
- 北京市第十中学：北京市重点中学。
- 北京市第十八中学：北京市重点中学。

## 经济
北京市乃至亚洲交易规模最大的农产品批发市场北京新发地农产品批发市场位于丰台区花乡。

## 交通

### 机场

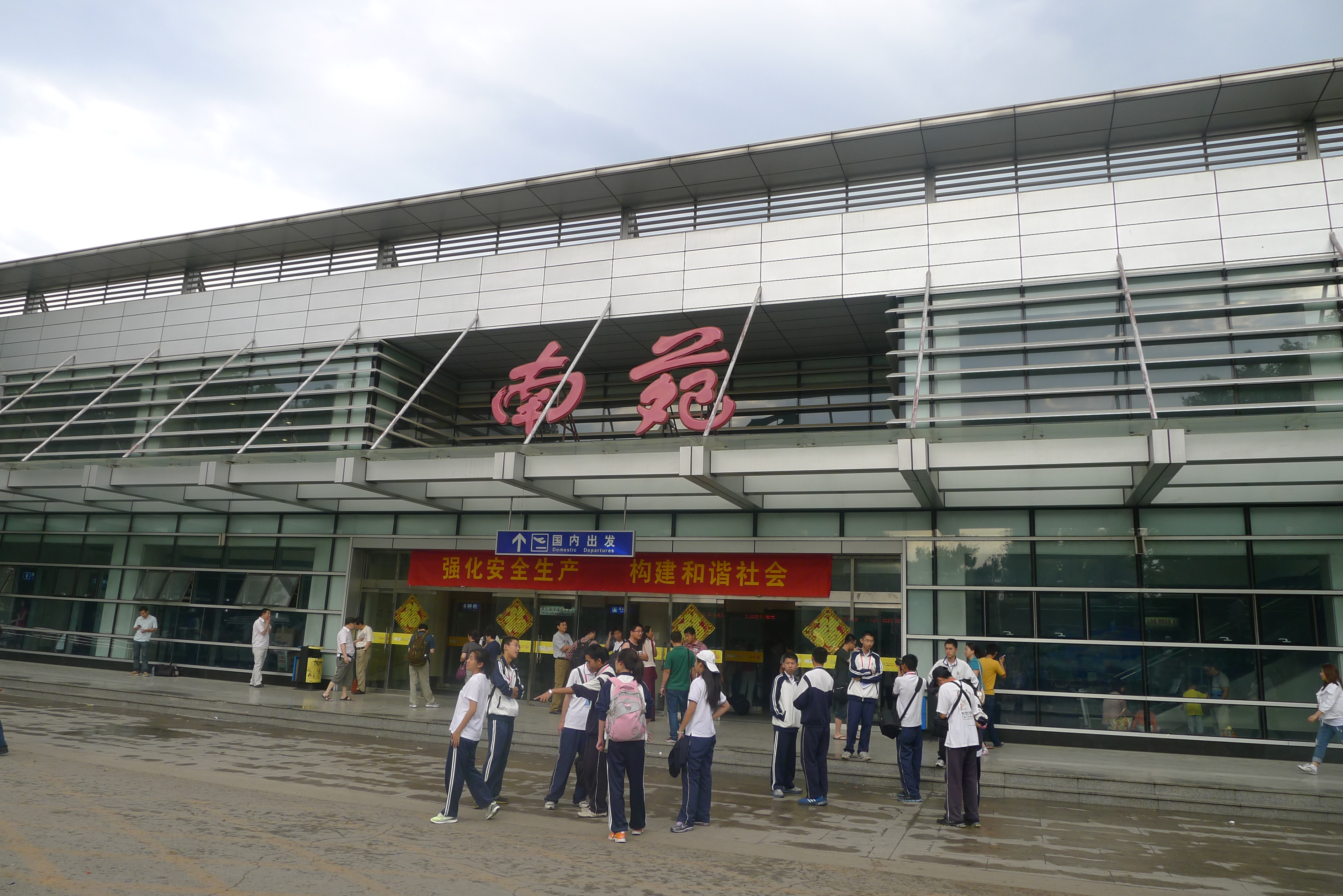
南苑机场候机楼

位于丰台区境内的北京南苑机场原只限于军用，但2005年前身为军用航空的中国联合航空有限公司（简称联航）正式开辟了北京南苑机场到无锡的民用线路。2019年9月25日北京大兴国际机场正式開放，南苑机场停用拆除。

### 地铁
北京地铁中的9号线从海淀区的国图连通北京西站，直至郭公庄。而10号线也从朝阳区的分钟寺连通宋家庄、角门西与西局直至六里桥并同时换乘9号线。4号线连通北京南站。14号线连接园博园地区，为参观园博会提供方便。7号线将会从北京西站连通到广安门从而进入北京城区与城区各条地铁线路换乘。16号线则会连通宛平城与晓月苑两个大型住宅小区，为永定河西的居民提供方便。

### 铁路

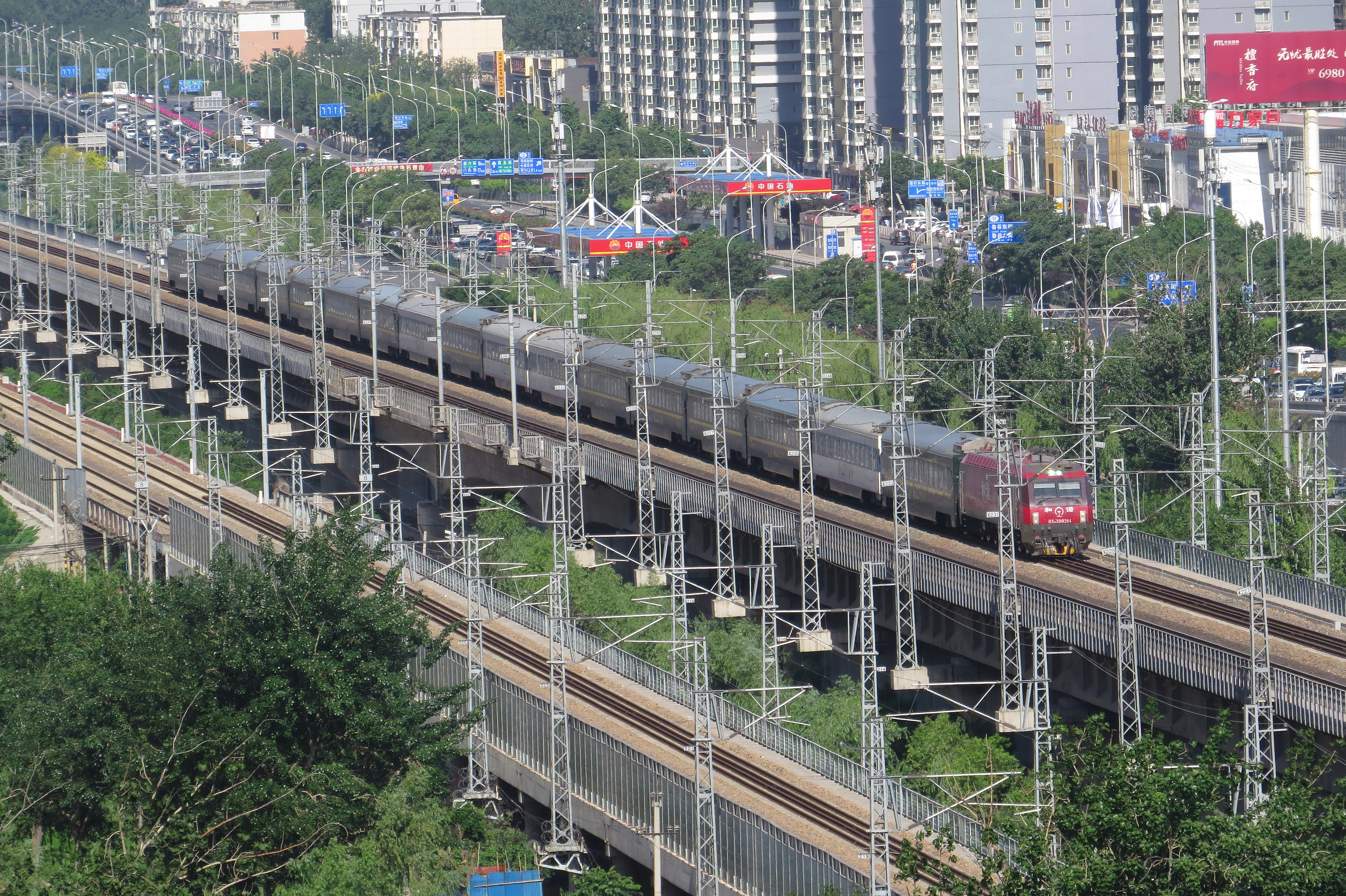
丰台、石景山、海淀三区交界处的西长铁路（右）与京广高速铁路京西联络线（左）

丰台区内有多个大型火车站，北京丰台站、北京西站与北京南站三座特等站皆位於本區，是北京南部重要的交通枢纽。北京西站位于丰台区、海淀区、西城区交界处的莲花池附近，是京广铁路、京九铁路与京广高铁的始发火车站，而北京南站位于丰台，西城，东城交界处的右安门附近，是京沪铁路、京津城际铁路与京沪高铁的始发火车站，北京丰台站则位于丰台区的中心地带，目前正在改建中，远期將成为京广高铁的另一始发火车站。
此外，丰台区还有很多较小的火车站，例如大红门站、长辛店站、王佐站等，主要集中在永定河西岸。

### 公路
丰台地处北京西南近郊，北京二环路至北京六环路均有途经丰台区的部分，高速路主要为京港澳高速，同时还有一部分的京开高速，国道则为104国道与107国道，相比北京东部与北部仍显落后。

#### 城市环路
- 南二环（菜户营至右安门）
- 南三环（分钟寺桥至万柳桥）
- 西三环（万柳桥至莲花桥）
- 南四环（榴乡桥至科丰桥）
- 西四环（科丰桥至南沙窝桥
- 南五环（李营桥至狼垡东桥）
- 西五环（北天堂村至石丰桥）
- 西六环（王佐桥至卧龙岗桥）

#### 高速公路
- 京港澳高速公路（六里桥至京良桥）
- 京开高速公路（菜户营至新发地）

#### 国道
- 104国道木樨园至德茂庄
- 107国道宛平桥至赵辛店

## 旅游景点
- 大葆台汉墓
- 北京南宫温泉垂钓中心
- 青龙湖公园
- 卢沟桥
- 宛平城
- 中国人民抗日战争纪念馆
- 中国人民抗日战争纪念雕塑园
- 北京世界公园
- 付子范墓
- 豐臺药王庙
- 万佛延寿寺铜观音像
- 和隆武碑
- 赵登禹将军墓
- 二七烈士墓
- 娘娘宫
- 和尚塔
- 福生寺
- 密檐塔
- 南苑兵营司令部旧址
- 莲花池
- 镇岗塔
- 南岗洼桥

## 友好城区
- 日本国东京都葛饰区